# Osseina

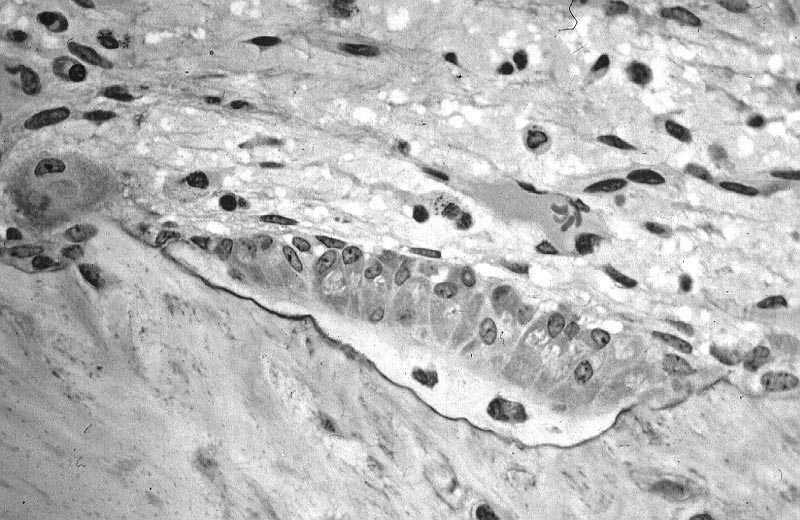
Osseina z zawieszonymi dwoma osteocytami syntezowanymi przez aktywne osteoblasty.

Osseina, osseomukoid (ang. osteoid) – organiczna substancja międzykomórkowa tkanki kostnej, zapewniająca kości elastyczność i wytrzymałość. Jest wydzielana przez osteoblasty. Zawiera włókna kolagenu (I typu), białka niekolagenowe (osteonektyna, osteokalcyna), proteoglikany i mukopolisacharydy.
Jest przesycona solami mineralnymi (głównie wapnia, fosforu i magnezu). W procesie mineralizacji przekształca się w blaszki kostne.